# Municipio de Paris (condado de Stark)
El municipio de Paris (en inglés: Paris Township) es un municipio ubicado en el condado de Stark en el estado estadounidense de Ohio. En el año 2010 tenía una población de 5728 habitantes y una densidad poblacional de 65,38 personas por km².

## Geografía
El municipio de Paris se encuentra ubicado en las coordenadas 40°45′55″N 81°8′30″O / 40.76528, -81.14167. Según la Oficina del Censo de los Estados Unidos, el municipio tiene una superficie total de 87.61 km², de la cual 87,38 km² corresponden a tierra firme y (0,26 %) 0,23 km² es agua.

## Demografía
Según el censo de 2010, había 5728 personas residiendo en el municipio de Paris. La densidad de población era de 65,38 hab./km². De los 5728 habitantes, el municipio de Paris estaba compuesto por el 97,22 % blancos, el 0,47 % eran afroamericanos, el 0,35 % eran amerindios, el 0,26 % eran asiáticos, el 0,26 % eran de otras razas y el 1,43 % eran de una mezcla de razas. Del total de la población el 0,68 % eran hispanos o latinos de cualquier raza.